# Fête de la Croix

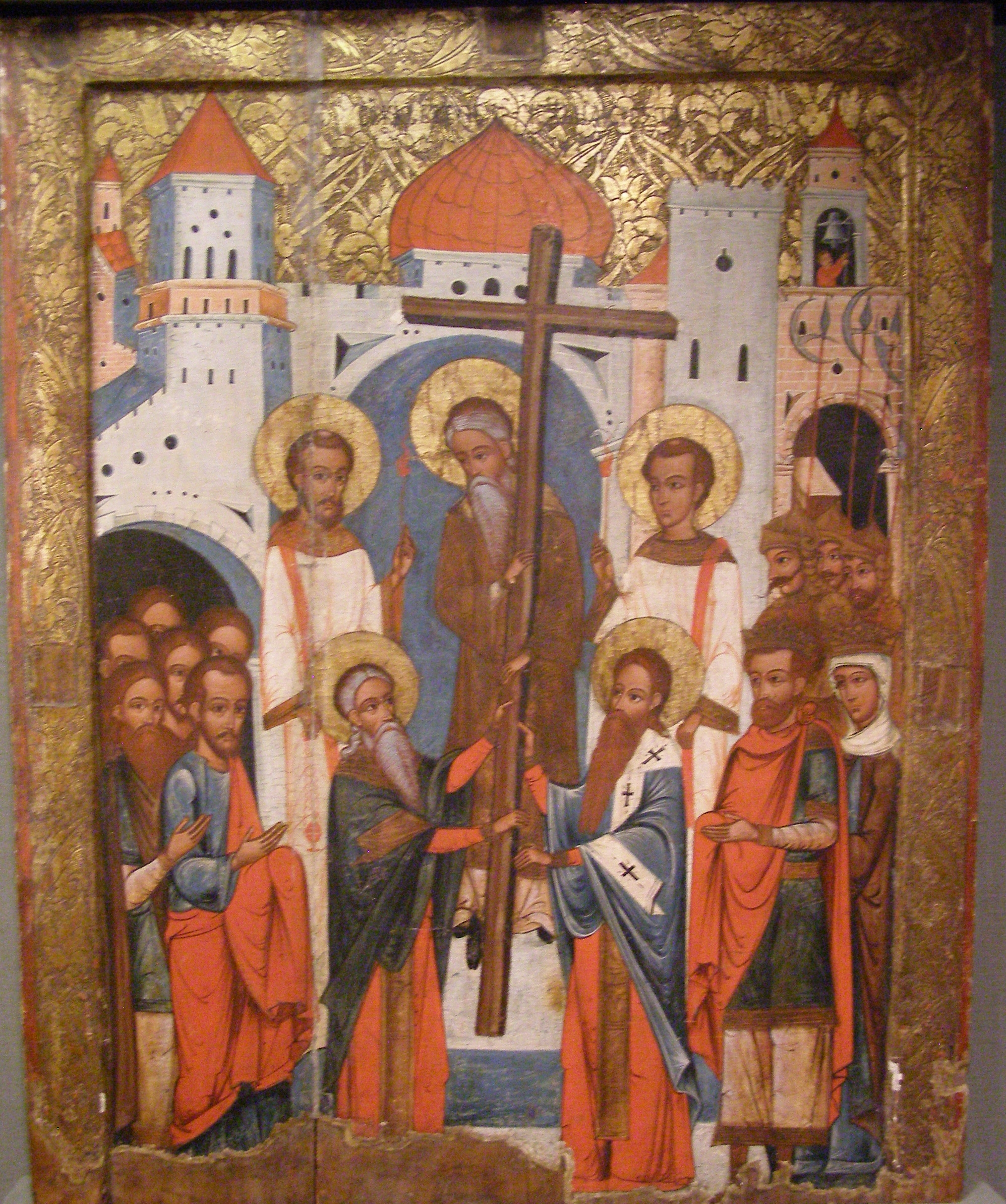
Icône de la fête de la Croix, musée de Warmia et Mazury, Olsztyn, Pologne.

Une fête de la Croix est une célébration de la croix qui a servi à la Crucifixion de Jésus. Alors que le Vendredi saint commémore la Passion, cette fête honore la Croix elle-même comme instrument du salut. Elle suit diverses modalités, en fonction des différentes confessions du christianisme et de leur calendrier liturgique. L'Exaltation de la Très Sainte Croix, toujours célébrée le 14 septembre, est l'une des douze grandes fêtes de l'Église orthodoxe. Dans le catholicisme, il s'agit de la fête de la Croix glorieuse.

## Historique de l’Exaltation de la Sainte Croix

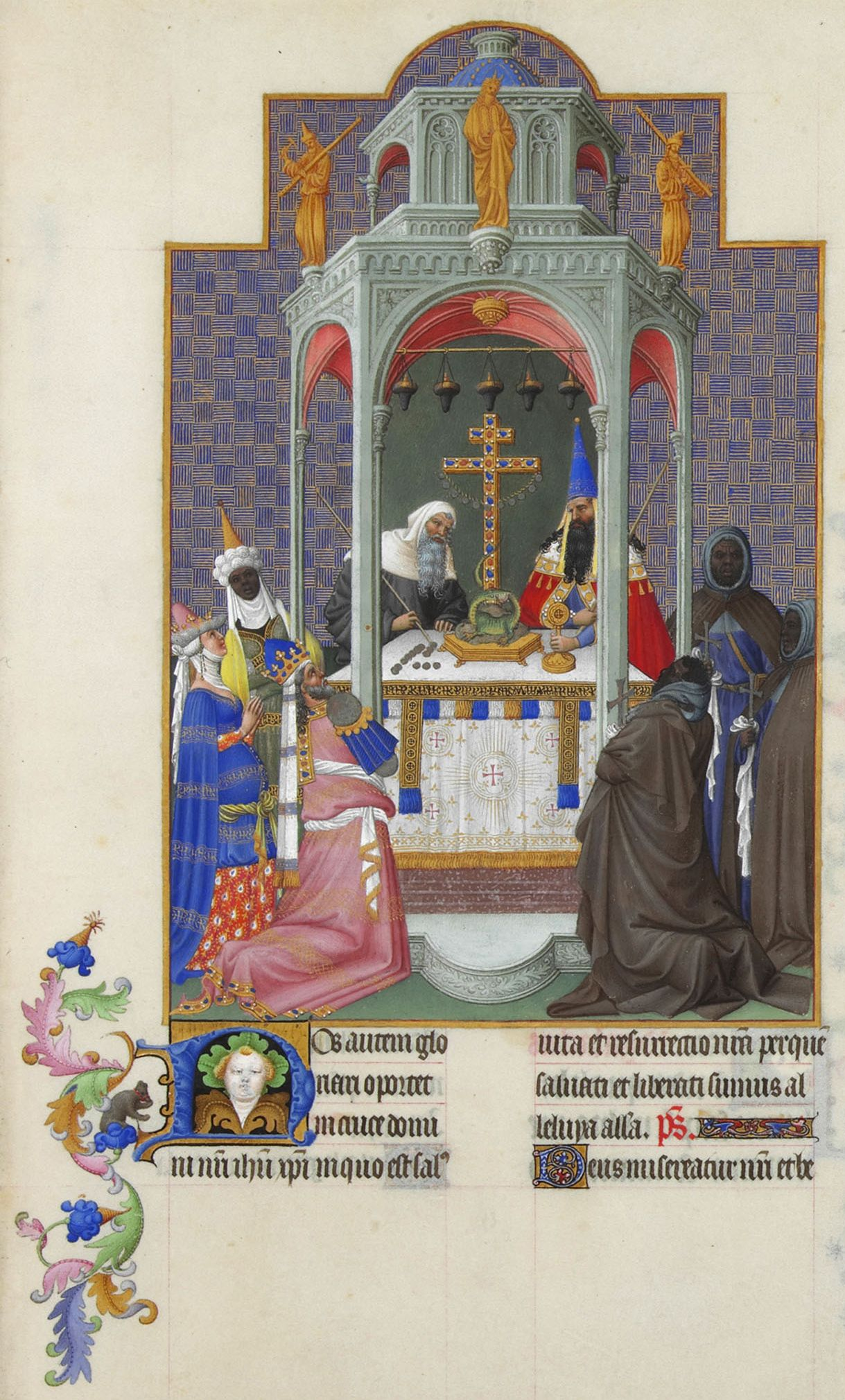
Exaltation de la Sainte Croix, Les Très Riches Heures du duc de Berry (musée Condé, Chantilly).

Cette fête s'appelle en grec ancien : Ὕψωσις τοῦ Τιμίου καὶ Ζωοποιοῦ Σταυροῦ, « Exaltation de la précieuse et vivifiante Croix », et en latin : Exaltatio Sanctae Crucis.
Selon une tradition non validée par les historiens, la Vraie Croix fut découverte en 326 par Hélène, mère de l'empereur Constantin le Grand, lors d'un pèlerinage à Jérusalem. Par ordre d'Hélène et de Constantin, l'église du Saint-Sépulcre fut bâtie sur le lieu de la découverte. L'église, conservant une portion de la Croix, fut consacrée neuf ans plus tard. En 614, pendant la guerre perso-byzantine de 602-628, cette relique fut dérobée et emportée par les Perses. Reconquise en 628 par l'empereur byzantin Héraclius, elle fut d'abord rapportée à Constantinople puis renvoyée plus tard à Jérusalem.
La date de la fête commémore la consécration de l'église du Saint-Sépulcre en 335. Ce fut alors une fête de deux jours : l'église fut consacrée le 13 septembre ; la relique de la Croix fut extraite de l'église le 14 septembre et présentée à l'adoration des fidèles.

## Rite romain de l'Église catholique
Dans le rite catholique, le clergé arbore des habits sacerdotaux de couleur rouge le jour de la Sainte Croix. Même si ce jour est un dimanche, la messe est celle de la fête avec ses lectures propres. L'ordonnancement des célébrations est laissé à l'appréciation de la conférence épiscopale en fonction des coutumes locales.
Dans l'Église d'Angleterre et les deux autres Églises anglicanes, le rituel précise également que les vêtements sacerdotaux sont rouges le jour de la Sainte Croix.

## Rite byzantin

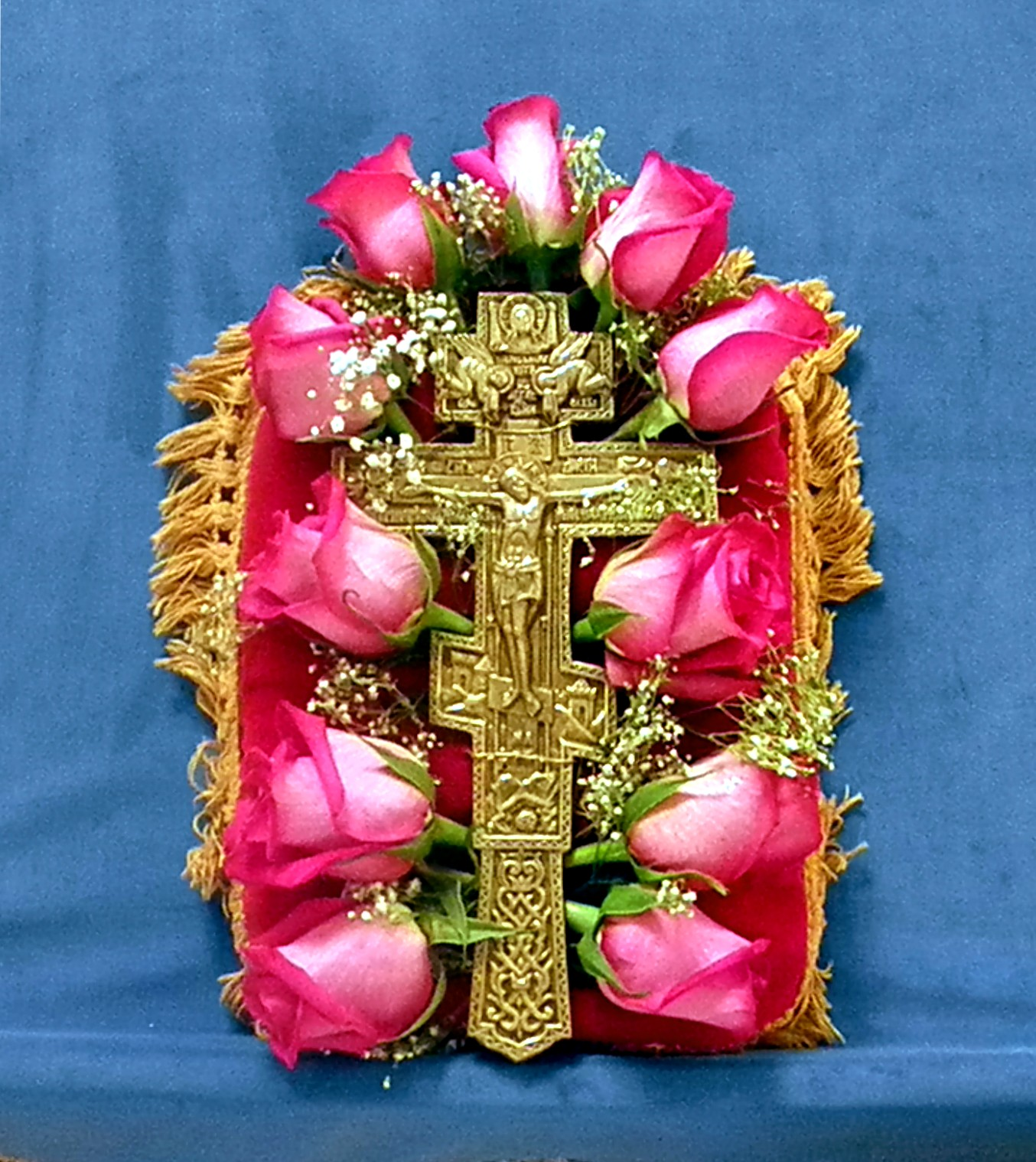
Croix exposée à la vénération des fidèles. église orthodoxe du Christ-Sauveur, Ottawa, Canada.

Dans le rite byzantin, l'universelle Exaltation (Élévation en grec) de la précieuse et vivifiante Croix commémore à la fois l'invention de la Croix en 326 et sa reconquête sur les Perses en 628. C'est l'une des douze grandes fêtes du cycle liturgique annuel. Le 14 septembre est un jour de jeûne : la consommation de produits carnés, de laitages et de poisson est proscrite. Il y a un jour d'avant-fête et huit jours d'apodose. Les samedi et dimanche avant et après le 14 septembre comportent des lectures spéciales des Épîtres et de l'Évangile.
La veille de la fête, lors des petites vêpres, le prêtre prépare un bassin où la Croix repose sur un lit de basilic ou de fleurs et la recouvre d'un aër ; il dispose ce bassin sur la table de prothèse ; puis il pose le bassin sur sa tête et, précédé de cierges et du diacre qui encense la Croix, il pénètre dans le sanctuaire et dépose le bassin au centre de l'autel, où se trouve normalement le livre de l'Évangile ; celui-ci est déplacé à l'arrière de l'autel. Lors de l'Orthros qui suit, la Croix est solennellement transportée au centre de l'église et exposée à la vénération des fidèles. 
Les parties des vêpres et de l'Orthros qui, selon diverses coutumes locales, se tiennent normalement devant l'Icône de la fête (par exemple le chant du polyéléos et l'Évangile de l'Orthros) ont lieu devant la Croix. L'élévation et la cérémonie d'exaltation de la Croix ont lieu à l'Orthros.
La Croix demeure au milieu de l'église tout le long de l'apodose ; les fidèles la vénèrent chaque fois qu'ils entrent ou sortent de l'église. À la fin de l'apodose, le prêtre et le diacre encensent la Croix et, après une dernière vénération, la rapportent dans le sanctuaire par les Saintes Portes. Ce rituel est reproduit au cours des autres fêtes de la Croix.

## Pratique orthodoxe orientale

### Église apostolique arménienne
Les fidèles de l'Église apostolique arménienne observent un jeûne de cinq jours du 10 au 14 septembre en préparation de la fête de la Sainte Église pour la Sainte Croix. Celle-ci est célébrée le 15 septembre. Le 16 septembre commence l'Exaltation ou Élévation de la Sainte Croix (en arménien : Khachverats), qui dure plusieurs jours. C'est l'une de cinq fêtes majeures de l'Église arménienne et la plus importante des fêtes de la Croix. Selon la tradition de l'Église arménienne, le premier à vénérer la Croix fut l'apôtre Jacques le Juste, frère du Seigneur. Le dimanche le plus proche du 14 septembre, on célèbre l’antasdan (bénédiction des points cardinaux) au cours duquel les quatre points cardinaux de l'église et du monde sont bénis en signe de sanctification universelle et où une croix (généralement celle de l'autel), ornée de basilic en signe de royauté, est sortie en procession et déposée sur une table à la vue de tous. Le prêtre asperge ensuite les basilics d'eau bénite en disant 40 fois Kyrie eleison Seigneur, aie pitié et les diacres en distribuent une tige aux fidèles qui vénère ensuite la croix.
Le dimanche le plus proche du 28 septembre (et toujours deux semaines après l'Exaltation de la Croix), l'Église d'Arménie célèbre la fête de la Sainte Croix de Varak. Cette cérémonie commémore la déposition d'un morceau de la Croix dans le sol arménien à Varagavank ; elle est propre à l'Église arménienne.
Le dimanche le plus proche du 26 octobre, l'Église d'Arménie fête l'Invention de la Sainte Croix (Kyood Khach) par sainte Hélène en 326.

### Église éthiopienne orthodoxe
L’Église éthiopienne orthodoxe tewahedo, l'une des Églises orthodoxes orientales, commémore l'invention de la Vraie Croix le 17 du mois de Meskerem du calendrier éthiopien, qui correspond au 27 septembre du calendrier Julien (ou un jour plus tard les années bissextiles). La veille de ce jour est appelée Demera, signifiant « feu de joie » en amharique. Le patriarche de l'Église éthiopienne orthodoxe allume un grand feu de joie sur la place Maskal, le plus grand espace d'Addis-Abeba, tandis que d'autres feux sont allumés dans les paroisses de tout le pays. De nombreux fidèles assistent aux chants et aux célébrations de la place Maskal dont le nom signifie « Croix » en Guèze. Selon la tradition, le feu de joie commémore comment, à la lumière de feux, la reine Hélène trouva la Croix, ou bien comment, par une série de feux, elle informa son fils Constantin de sa découverte.

### Église indienne orthodoxe
Un service spécial est célébré en ce jour par l'Église malankare orthodoxe, en particulier dans l'église de Mor Sabor-Mor Aphroth d'Akaparambu (en) (district d'Ernakulam, état du Kerala, Inde).

## Dates liturgiques

### Invention de la Croix, 3 mai
Dans le rite romain, jusqu'à l'an 1960, on célébrait le 3 mai la fête de l’Invention de la Sainte Croix. Il y a plusieurs hypothèses pour en expliquer l'origine. Selon certains la fête célèbre la découverte de la Sainte Croix par Sainte Hélène en 326. Selon d'autres elle célèbre le recouvrement par l'empereur Héraclius de la Croix enlevée par les Perses. Selon d'autres encore, c'est l'anniversaire de l'arrivée à Rome d'un fragment important de la Croix En 1960, elle a été supprimée dans la réforme du pape Jean XXIII (voir Calendrier romain général (1960)).

### Invention de la Croix, 13 septembre
L'Église de l'Orient (Église assyrienne de Mésopotamie) célèbre l'Invention de la Croix le 13 septembre. C'est une fête majeure de cette Église. L'Église de l'Orient tient le signe de croix pour un septième sacrement qui scelle tous les autres (il scelle en particulier le mariage, qui ne fait pas partie des sacrements de cette Église). Lors de cette fête, les fidèles se réunissent, chantent et dansent, échangent des vœux et, en certains lieux, sacrifient un mouton.

### Translation d'un morceau de la Croix de Malte, 12 octobre
L'Église russe orthodoxe fête le 12 octobre la Translation d'un morceau de la vivifiante Croix de Malte à Gatchina.
Un morceau de la Vraie Croix, ainsi que l'icône de la Vierge de Philerme et la main droite de Jean le Baptiste étaient conservés à Malte par les chevaliers de l'ordre de Saint-Jean de Jérusalem. En 1798, les troupes françaises s'emparèrent de l'île ; le Grand Maître de l'Ordre, Ferdinand von Hompesch zu Bolheim et ses compagnons, furent autorisés par Bonaparte à quitter l'île avec les reliques de l'Ordre non sans préalablement avoir dépouillé ces hommes de leurs reliquaires en métal précieux. Les reliques étaient encore en la possession du Grand Maître quand celui-ci s'installa à Trieste, alors autrichienne, le 18 juin 1798 et aussi deux mois plus tard quand il déménagea à Ljubljana. Von Hompesch abdiqua le 6 juillet 1799. Les chevaliers de l'Ordre élurent Grand Maître le tsar Paul Ier ; celui-ci accepta cette élection et les reliques lui furent présentées le 12 octobre 1799 dans son palais de Gatchina. Elles furent transférées un peu plus tard au palais d'Hiver de Saint-Pétersbourg, dans la chapelle consacrée à l'icône acheiropoïète du Seigneur. La fête fut établie en 1800.

### Invention de la Croix et des clous, 6 mars
Selon le calendrier liturgique de l'Église de l'Orient, ce jour commémore la véritable date de l'Invention de la Précieuse Croix et des Clous précieux par l'impératrice Hélène, le 14 septembre commémorant la consécration de l'église du Saint-Sépulcre de Jérusalem. C'est une fête mineure qui n'a pas les particularités du 14 septembre.

### Procession de la Croix,1eraoût
Les Églises orthodoxes et catholiques de rite byzantin célèbrent le 1er août la Fête et Procession du Vénérable Bois de la Vivifiante Croix de Jésus-Christ. Ce jour marque le début du jeûne de la Dormition. Les propres de la fête sont combinés avec ceux de la fête des Maccabées dont l'endurance semble appropriée au premier jour du jeûne de la Dormition. Au contraire du 14 septembre, cette fête est mineure ; toutefois, on y procède à l'exposition et à la vénération de la croix comme lors de l'Exaltation de la Sainte Croix.
L'histoire de la fête commence à Constantinople. La veille, le 31 juillet, la relique de la Croix était extraite du trésor impérial et déposée sur l'autel de la Grande Église, Sainte Sophie. Le 1er août, elle était solennellement déposée au milieu de cette Grande Église ; puis elle était quotidiennement déplacée en procession par la ville, à la vénération des fidèles demandant la bénédiction divine et la guérison des malades, jusqu'à la fête de la Dormition de Théotokos le 15 août ; la relique retournait alors dans le trésor impérial.
En souvenir de cette tradition, il y a fréquemment des processions de la Croix. On procède également à la bénédiction de l'eau le 1er août. Cette fête est la première des trois Fêtes du Seigneur du mois d'août : les deux autres sont la Transfiguration de Jésus-Christ le 6 août et la célébration de l'Icône acheiropoïète du Christ le 16 août. À cause de la bénédiction de l'eau, cette fête est parfois appelée Sauveur des eaux. En ce jour on célèbre aussi en certains lieux le rite de Bénédiction du miel nouveau et ce jour y est appelé Sauveur du Miel.
Selon Nicolas d'Ochrid, cette fête fut instituée par accord entre les Églises grecque et russe pour commémorer les victoires simultanées de l'empereur byzantin Manuel Ier Comnène sur les Bulgares et du prince russe André Ier Bogolioubski sur les Sarrasins au XIIe siècle.
Dans l'Église russe orthodoxe, cette date commémore aussi la Baptême de la Russie (en), le 1er août 988.

## Fêtes mobiles
En plus des dates fixes, la Croix est célébrée à des dates mobiles, en particulier lors du Grand Carême du temps pascal.
Les Églises d'Orient célèbrent une Vénération de la Croix le troisième dimanche du Grand Carême. Le service de ce jour est adapté de la fête de l’Exaltation de la Croix du 14 septembre : la croix est portée solennellement sur l'autel lors des petites Vêpres et au centre du temple à m'Orthros, toutefois sans le déploiement cérémoniel du 14 septembre.
La croix demeure au centre du temple lors de la quatrième semaine du Grand Carême. Les lundi et mercredi de cette semaine, on vénère la croix à l'office de Prime. Le vendredi, la vénération a lieu après l'office de None, après laquelle le prêtre rapporte la croix au sanctuaire.
Les Églises orthodoxe et catholique romaine, ainsi que certaines Églises anglicanes incluent une Adoration de la Croix lors des offices du vendredi saint.

## Pratiques de vénération de la Croix

### Jours de fête
Dans les Églises d'Orient, lors des fêtes décrites ci-dessus, la vénération de la Croix peut avoir lieu à l'Orthros, après l'exposition de la croix, à la fin de la Divine Liturgie ou à la fin des Petites Heures selon la coutume locale.
Les fidèles s'avancent vers la croix, se prosternent deux fois, se signent, baisent les pieds du Christ sur la croix et se prosternent une troisième fois. Fréquemment ils reçoivent ensuite une bénédiction du prêtre et s'inclinent vers les autres fidèles de part et d'autre de l'église (pratique en vigueur surtout dans les monastères).

### Fin du service
À la fin de la Divine Liturgie et d'autres offices, il est courant que les fidèles s'avancent et vénèrent la Croix de bénédiction tenue en main par l'évêque ou le prêtre puis baisent la main de celui-ci. Cette pratique est aussi appelée Vénération de la Croix quoiqu'elle ne comporte pas de prosternation. La Croix de bénédiction est petite (généralement haute de 25 à 40 cm) ; elle est faite de métal — or ou plaqué or — ; elle est ornée d'émaux et de pierres précieuses et tenue à l'aide d'une étoffe ornée (pratique arménienne). L'image de Jésus (ou soma)  est gravée, émaillée ou peinte sur la croix, plutôt que sculptée en relief. Ceci est dû à la préférence des chrétiens orientaux pour les icônes plutôt que pour les statues dans les églises.